# Jean-Marie Despiau
Pour les articles homonymes, voir Despiau (homonymie).
Jean-Marie Despiau (?-1824) est un médecin français attaché à la personne de Gia Long, l'empereur du dynastie Nguyễn, Annam.

## Biographie
Il est arrivé en Cochinchine de Macao en 1795. Il est devenu le thérapeute personnel de Nguyên Anh (plus tard devenu empereur Gia Long).Plus tard il est devenu médecin impérial de la dynastie Nguyễn de 1802 jusqu'à sa mort en 1824. Dr Despiau jouissait de la confiance de Gia Long. En 1802, Gia Long a accepté son conseil sur l'organisation de livraison de l'assistance médicale aux habitants indigènes et il a organisé les médecins provinciaux à travers Vietnam pour le traitement des gens âgés, malades, patients incurables, handicapés et pauvres. On l'a décrit comme une personne "ne pouvant exercer aucune influence politique". Après l'avènement au trône de Minh Mang, il est resté en faveur du nouvel empereur. En 1820, il a été envoyé à Macao pour le vaccin antivariolique.